# 維尼奧山
15°12′20.7″S 72°52′22.7″W / 15.205750°S 72.872972°W

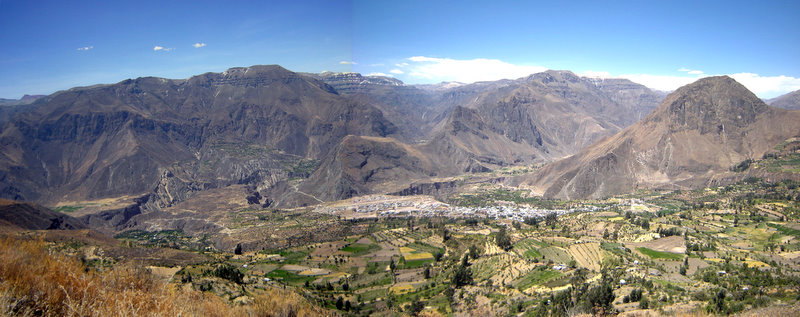

維尼奧山（Huiñao），是秘魯的山峰，位於該國南部阿雷基帕大區，由拉烏尼翁省的科塔瓦西區負責管轄，屬於安地斯山脈的一部分，海拔高度3,645米。